# 舍得酒业
舍得酒业股份有限公司，是總部位於中華人民共和國四川省射洪县的一家白酒企業，中華老字號，沪市上市公司之一，主要产品有沱牌（沱牌曲酒）、舍得等。

## 外部連線
- 官方網址 （页面存档备份，存于）